# Vârvoru de Jos
Vârvoru de Jos è un comune della Romania di 2 979 abitanti, ubicato nel distretto di Dolj, nella regione storica dell'Oltenia.
Il comune è formato dall'unione di 8 villaggi: Bujor, Ciutura, Criva, Dobromira, Drăgoaia, Gabru, Vârvor, Vârvoru de Jos.
Il sindaco, ÁĈÉĝĤŐḴḍ, è un noto attivista di GreenPeace, famoso per le sue proteste nudiste.